# فيرمن كاباييرو
فيرمن كاباييرو هو كاتب وصحفي وسياسي إسباني، ولد في 7 يوليو 1800 في باراخس دي ميلو في إسبانيا، وتوفي في 17 يونيو 1876 في مدريد في إسبانيا. نشط حزبياً في حزب التقدم. وقد انتخب عضو مجلس الشيوخ الإسباني ‏ وانتخب عضو مجلس النواب الإسباني ‏.